# Dora Polić
Dora Polić (Zagreb, 30. kolovoza 1971.), hrvatska je kazališna, televizijska i filmska glumica.

## Filmografija

### Televizijske uloge
- "Crno-bijeli svijet" kao Biba (2015. – 2016.)
- "Stipe u gostima" kao doktorica Pilzner (2012.)
- "Provodi i sprovodi" kao Barbara Premijum (2011.)
- "Bitange i princeze" kao Nina Majer (2007.)
- "Smogovci" (1996.)

### Filmske uloge
- "Neka ostane među nama" kao Milka (2010.)
- "Čovjek ispod stola" kao mlada majka (2009.)
- "Crna kronika ili dan žena" kao prodavačica #1 (2000.)
- "Blagajnica hoće ići na more" kao Barica (2000.)
- "Kanjon opasnih igara" kao Mande (1998.)
- "Tri muškarca Melite Žganjer" kao TV sekretarica (1998.)
- "Prepoznavanje" kao djevojka u kinu (1996.)
- "Posebna vožnja" (1995.)
- "Isprani" (1995.)

### Sinkronizacija
- "Pčelin plan" kao Zips (2007.)
- "Auti, 2, 3" kao Sanja (2006., 2011., 2017.)
- "Kralj lavova 2: Simbin ponos" kao Vitani (2003.)
- "Sretan put, Charlie Brown (i ne vraćaj se)" kao Marcie Carlin, vozač taksija i francuski učenik (2002.)
- "Scooby Doo i napadači iz svemira" (2000.)
- "Ulica Sezam" kao Rosita

## Vanjske poveznice
- Dora Polić u internetskoj bazi filmova IMDb-u (engl.)
- Stranica na ZKM.hr